# Sozialdemokratische Wählerinitiative
Die Sozialdemokratische Wählerinitiative (SWI) war ein 1968 gegründeter Zusammenschluss von Intellektuellen, der bis in die 1980er Jahre hinein die SPD in verschiedenen Wahlkämpfen unterstützte.
Die Idee des Gruppe geht auf eine Wahlkampfveranstaltung für Jochen Steffen im März 1967 in Kiel zurück. Günter Grass, Siegfried Lenz und Eberhard Jäckel, die bei dieser Gelegenheit als Redner auftraten, besprachen im Anschluss Möglichkeiten, Willy Brandt bei der nächsten Bundestagswahl 1969 zu unterstützen. Ein Jahr später kam es zu einem ersten größeren Treffen im Haus von Günter Grass in Berlin, an dem mehrere Professoren und Journalisten teilnahmen. Dabei wurde insbesondere die Strategie des möglichen politischen Engagements erörtert. Auf dieses Treffen folgten die ersten Medienberichte, die noch die Bezeichnung „Gruppe Grass“ verwendeten. In den folgenden Monaten schlossen sich zahlreiche Schriftsteller, Schauspieler, Sportler, Künstler, Journalisten und Hochschullehrer der Gruppe an, lokale Untergruppen bildeten sich.
Das Engagement der Beteiligten bestand im Wesentlichen aus dem offiziellen Bekenntnis, SPD zu wählen. Das war ungewohnt, da sich Intellektuelle seit dem Zweiten Weltkrieg in ihrer Mehrheit mit öffentlichen politischen Äußerungen zurückgehalten hatten.
Nach anfänglich skeptischen Reaktionen der SPD-Führung, insbesondere Herbert Wehners, stellte die Partei dem inzwischen offiziell als „Sozialdemokratische Wählerinitiative“ firmierenden Bündnis 1969 ein Büro in der Bonner Adenauerallee zur Verfügung. Der Studentenfunktionär Erdmann Linde wurde zum Geschäftsführer berufen und rekrutierte einen Mitarbeiterstab vornehmlich aus sozialdemokratisch gesinnten Studenten. Unter anderem organisierte die SWI Wahlkampfauftritte ihrer Mitglieder und produzierte zwei Wahlkampfzeitungen mit Beiträgen mehrerer prominenter Unterstützer und einer Auflage von bis zu 500.000 Exemplaren.
Die SWI war auf die Ermöglichung Koalition der SPD mit der FDP ausgerichtet, um die Große Koalition des Kabinetts Kiesinger abzulösen. Sie zielten auf das liberale Bürgertum und weniger auf die klassische SPD-Klientel in der Arbeiterschaft. Angriffe gegen ihre Tätigkeit kamen aus der CDU, aber auch von linksgerichteten Studenten.
Nach dem Wahlergebnis von 1969, das aus Sicht der SWI einen Erfolg darstellte und die Bildung der Sozialliberalen Koalition ermöglichte, wurde die Wählerinitiative auf Bundesebene aufgelöst. Zahlreiche lokale Zusammenschlüsse in ihrem Rahmen blieben aber bestehen.
Nach dem gescheiterten konstruktiven Misstrauensvotum von 1972 und in Vorbereitung der daraus folgenden Bundestagswahl wurde die Wählerinitiative wieder in ihrer Gesamtheit aktiv. Neben Grass und Lenz wurde nun Heinrich Böll zu einem ihrer Protagonisten. Die Zuspitzung auf die Person von Willy Brandt wurde noch stärker als im Wahlkampf von 1969. Der Slogan „Willy wählen“ erreichte nicht zuletzt durch die SWI und ihre auf rund 350 anwachsenden Ortsgruppen große Popularität. Vereinzelt schlossen sich sogar katholische Theologen der Initiative an.
Nach dem erneuten Wahlerfolg von 1972 wurde Heinke Jaedicke Geschäftsführerin. In den folgenden Jahren gingen die Aktivitäten der SWI zurück, auch wenn sie 1976 und 1980 erneut die SPD mit ihrem Kanzlerkandidaten Helmut Schmidt unterstützte. Das persönliche Verhältnis zwischen Schmidt und den SWI-Protagonisten war angespannt. Zunehmend wurde die Vermeidung einer Kanzlerschaft Franz Josef Strauß’ zum wichtigsten Argument für die weitere Betätigung im SWI. Bei einer Krisensitzung im Jahr 1982 wurde vor allem kritisiert, dass die SWI kaum noch in tatsächlichen politischen Veranstaltungen aktiv sei oder in Kontakt mit breiteren Bevölkerungskreisen komme. In den folgenden Jahren gingen die öffentlichen Auftritte weiter zurück. 1993 wurde die SWI aufgelöst. Das Archiv der Organisation wird heute von der Friedrich-Ebert-Stiftung aufbewahrt.
Prominente Unterstützer waren: Horst Antes, Heinrich Böll, Paul Breitner, Katja Ebstein, Iring Fetscher, Peter Frankenfeld, Günter Grass, HAP Grieshaber, Otto Herbert Hajek, Klaus Havenstein, Hartmut von Hentig, Dieter Hildebrandt, Eberhard Jäckel, Thilo Koch, Hans-Joachim Kulenkampff, Siegfried Lenz, Dagobert Lindlau, Friedrich Luft, Golo Mann, Inge Meysel, Rüdiger Proske, Heinz Rühmann, Volker Schlöndorff, Romy Schneider, Klaus Staeck, Horst Tappert und Margarethe von Trotta.